# Орта (озеро)
Орта (Lago d'Orta) — озеро на півночі Італії в регіоні П'ємонт, на захід від озера Маджоре.
Сучасна назва датується XVI ст. Попередня назва — озеро Сан Джуліо (на честь святого, що жив тут в IV ст.). Площа озера — 18,2 км², довжина — 13,4 км, максимальна глибина — 143 м. На озері є також острів Сан Джуліо.